# Aleksandr Rozenbaum
Aleksandr Jakowlewicz Rozenbaum (ros. Александр Яковлевич Розенбаум; ur. 13 września 1951 w Leningradzie) – radziecki i rosyjski piosenkarz estradowy, jeden z czołowych wykonawców rosyjskiego szansonu; Zasłużony Artysta Federacji Rosyjskiej (1996), Ludowy Artysta Federacji Rosyjskiej (2001).